# Woman (альбом Нэнси Синатры)
| Оценки критиков | Оценки критиков |
| Источник        | Оценка          |
| --------------- | --------------- |
| AllMusic        | [ 1 ]           |

Woman — студийный альбом Нэнси Синатры, выпущенный в 1972 году на RCA Victor.

## Список композиций
| №   | Название                                     | Автор(ы)                        | Длительность |
| --- | -------------------------------------------- | ------------------------------- | ------------ |
| 1.  | «Kind of a Woman»                            | Джимми Джордж, Мелоди Перри     | 3:01         |
| 2.  | «We Can Make It»                             | Дон Данн, джим Стэнли           | 4:01         |
| 3.  | «One More Time»                              | Майкл Феннелли                  | 2:07         |
| 4.  | «Fell in Love with a Poet»                   | Ким M. Карнс                    | 3:12         |
| 5.  | «Flowers»                                    | Бобби Коул                      | 3:40         |
| 6.  | «I Call It Love»                             | А. Боерсма, Р. Лефф, С. Боерсма | 2:56         |
| 7.  | «There's a Party Goin' On»                   | Билли Шеррилл, Гленн Саттон     | 2:44         |
| 8.  | «I Used to Think It Was Easy»                | Пэт Сейнт Клейр                 | 3:16         |
| 9.  | «The Happiest Girl in the Whole U.S.A.»      | Донна Фарго                     | 2:33         |
| 10. | «It's the Love (That Keeps It All Together)» | Ким M. Карнс                    | 3:33         |

## Участники записи
Сведения взяты из буклета альбома.
- Нэнси Синатра — вокал
- Ларри Мухоберак[англ.] — аранжировки
- Джимми Боуэн[англ.] — производство